# NHK BS4K
NHK BS4K（エヌエイチケイ ビーエスよんケイ）は、2018年（平成30年）12月1日から2023年（令和5年）11月30日まで日本放送協会（NHK）が放送していた日本国内向け放送衛星による衛星基幹放送（BSデジタルテレビジョン放送）チャンネルのひとつである。キャッチコピーは、『こっちすごいよ。』

## 概要
従前の日本におけるデジタルテレビジョン放送と異なる「ISDB-S3」方式により、1つの物理チャンネルを120のスロットに分け、その3分の1にあたる40スロットを利用し「横3840画素×縦2160画素」と、従前デジタル放送比4倍の画素数により更に高画質な放送を実施するもので、同時に始められた「NHK BS8K」（BS8K 102ch）とともに放送法の規定により超高精細度テレビジョン放送を普及させる役割を担わされた。
「NHK BS8K」は世界初の本放送実施であるが、4Kは地上波・衛星波共に韓国に先を越される形となった。ただ韓国では、地上波4Kで試験放送から本放送へ移行させる際に技術方式を欧州式から米国式に転換したことで混乱を招いており、その反省から本放送開始までに十分な準備を行ったが故に遅れたとも言える。
2019年度まで、平日は月曜日は「エンターテインメント」、火曜日は「サイエンス」、水曜日は「ドラマ」、木曜日は「カルチャー」、金曜日は「ライフ」と編成のテーマを定めていたが、2020年度からは連続テレビ小説（地上波総合テレビから30分先行生放送）が設けられるほか、NHK BSプレミアムとの一部同時放送を開始するために廃止、地上波の総合テレビや2Kで放送されているNHK BSプレミアムに近い総合エンターテインメントチャンネルとなった。
放送時間は6時開始、24時（翌日0時）終了（2021年4月から2022年3月は原則として1日の最終がBS1と同時の「NHK BSニュース4K＋ふるさと」であるため、翌日0時10分となっていた）を基本の編成とし、まとまった連休期間（春季大型連休、お盆休み、年末年始、その他）や、コンテンツの内容によっては深夜に臨時放送を行うこともある。2023年度からは後述のBS波再編に先駆けて、放送時間を1日21時間に拡大（実際には放送開始は連日5時 - 深夜の放送終了は月 - 金曜は翌日2時15分までの21時間15分、土曜日は翌日3時までの22時間、日曜日は翌日4時までの23時間放送を編成する。ただし当日の最終番組<月 - 金=4Kプレミアムカフェ、土曜=特集番組ゾーン・セレクションゾーン、日曜=プレミアムシアターorステージ>の終了時間が番組ごとに異なる場合があるため、若干の前後が発生する。このため、土曜日・日曜日で22 - 23時間放送が行われたのはごくまれにしかなった）、再編実施後の同年12月からは24時間放送に拡大する予定となっている。
なお、公式なBSプレミアム4Kへの移行は2023年12月1日午前0時を期して行われたが、EPGの放送日時切り替えの関係で、移行後最初の番組『4Kプレミアムカフェ・煙はるかに 世界SL紀行・キューバ』（初回放送2001年 11月30日午前9:30 - 11:33に旧BS4K・BSプレミアム（2K）で放送したものの再放映）が終了した12月1日午前2時3分から4時まで一度休止したのち、同日4時から正式な24時間放送を開始する。
チャンネル枠番号は「10」、リモコンキーIDは2K放送のNHK BS1→NHK BSと同じ「1」。3桁の論理チャンネル番号としては「BS4K 101ch」が指定されているが、4K8K放送では超高画質を売りにすることから従前の2K放送のようなマルチチャンネル編成は行わない。そのため一般的には他局同様リモコンキーID表示を基本とする。

## 沿革

2018年から2020年3月まで使用された初代旧ロゴ

2016年8月1日、地デジ難視聴対策放送を行っていたBS-17チャンネルでNHKが単独でスーパーハイビジョン試験放送を開始。4Kと8Kの混成編成であったが、原則として、専用機器のない一般家庭では視聴できないため、NHKは全国各地の放送局などに受信設備を設けた上で一般に公開したり、J:COMなど、一部のケーブルテレビ局での再送信を専用のセットトップボックスで視聴するといった手段に限られていた。このため、放送時間は基本的に日中となっていた。
同じ年の12月1日以降はA-PAB（放送サービス高度化推進協会）も試験実施主体に加わり、両者のコンテンツを交互に編成して放送していた。
この試験放送は本放送移行準備のため2018年7月23日に終了。その後は本放送開始に向け準備を進め、BS-17チャンネルはNHKが3分の1のスロットをBS4K用に使い、残る3分の2の計80スロットについては地上波民放系BS2社の4K放送用に割り当てられた。
BSデジタル放送開始18周年・地上波デジタル放送開始15周年にあたる2018年12月1日の10時、CSを利用する会社も含めた民間事業者と共に本放送を始めた。
2021年1月に発表された経営3か年計画の一環として、BSを現在2波体制（BS1・BSプレミアム）である2K放送を1つにまとめ、4K・8Kと合わせたBS3波体制への整理統合が検討されており、実際、2021年度では一部時間帯でBSプレミアム・4Kのサイマル放送番組を編成し、2022年度もBSプレミアム・4Kの一体型制作番組をさらに強化しつつ、映像アーカイブの4K化をさらに推進することを明らかにしている。
そして、2022年10月11日に発表されたBS再編の再計画案で、2023年12月1日をめどに、衛星放送の大規模な番組改定を実施し、現行のBS4KとBSプレミアムを統合させた「新BS4K」（仮称）としてリニューアルを図る。現在のBSプレミアムは、2024年3月に停波し、それまでは視聴者に画面上での放送廃止の周知徹底を図るとともに、新BS4Kでは、「2K・4Kそれぞれの特性を生かしたコンテンツを柔軟に編成し、地上波で味わえない、新たな価値の創造」とともに、「世界に通用する多彩なコンテンツや、高精細なクオリティのある番組を提供するチャンネル」を目指す予定をしているという。2022年4月時点で現行のBS4Kは放送時間が18時間となっているが、再編に合わせて、2023年4月から放送時間を21時間以上（詳細上述）に、さらにBSプレミアムを統合する同年12月からは24時間放送に拡大する。また、ドラマ・エンターテインメントなど一部は新2Kでも並列して放送する予定である。さらにNHKは、4Kの普及状況を見極めており、今後、右旋のBS放送を、1波への整理・削減も視野に入れて検討を進める予定とされている。
2023年4月19日、BS4Kの新チャンネル名称を発表し、チャンネル名称は「NHK BSプレミアム4K」とし、2023年12月1日から放送開始する予定であることを発表した。

## 番組
現在の番組の詳細は、公式サイトの番組表を参照。ここでは、2023年度時点で総合テレビ・BS1・BSプレミアムと同時放送の番組を記載する。
総合テレビとの同時放送
- ドラマ10（火曜日の本放送のみ）

BSプレミアムとの同時放送
- 連続テレビ小説
  - ブギウギ（本放送・土曜日の『今週の連続テレビ小説』の両方）
  - まんぷく（本放送・日曜日の『今週の連続テレビ小説』の両方）
  - 連続テレビ小説の新作は地上波の総合テレビより30分先行で放送される。
- にっぽん縦断 こころ旅（朝の本編ならびに夜・土日の「とうちゃこ」版）
- 月 - 金曜日の8時台、9時台の4Kプレミアムカフェ、プライムタイム（19時台から23時台）の、月 - 木曜日の12時台、各番組（一部番組を除く）
- 小さな旅（本放送・再放送の両方）
- さわやか自然百景
- ウルトラセブン4Kリマスター版
- ダーウィンが来た!選
- 大河ドラマ （日曜日の18時台のみ）
  - 本放送を行う地上波の総合テレビより2時間先行で放送される。
  - また、2023年4月より先述の18時台に加え、12時台（地上波より8時間先行）にも放送される（こちらはBS4Kのみで放送）。
    - 2018年の開局から2019年までは、午前9時からの先々行放送（地上波より11時間先行）が実施されたこともあった
- BS時代劇（本放送・再放送の両方）
- 新・BS日本のうた（本放送・再放送の両方）
- プレミアムドラマ（本放送・再放送の両方）